# Una giornata uggiosa
Una giornata uggiosa è il 14º album discografico di Lucio Battisti, pubblicato il 4 febbraio del 1980 dall'etichetta discografica Numero Uno. Ne venne estratto il singolo Una giornata uggiosa/Con il nastro rosa. Fu l'ultimo album di Battisti con testi firmati da Mogol.

## Descrizione
Registrato a Londra come il precedente Una donna per amico con Geoff Westley nelle vesti di produttore, rimase al primo posto in classifica per nove settimane consecutive e fu il quinto disco più venduto in Italia nel 1980.

### Le demo
Nel 1995 il giornalista Tullio Lauro entrò in possesso di alcuni nastri tra cui registrazioni di alcuni brani di questo album. Le esecuzioni, nelle quali figura il solo Battisti che canta accompagnandosi con la chitarra, risalgono all'aprile del 1979, quando l'autore le fece ascoltare al produttore ed arrangiatore Geoff Westley. A partire dall'anno del ritrovamento, stralci di questi provini sono stati trasmessi durante vari special televisivi, come Target o Tg2 Dossier:
| Recensione | Giudizio |
| ---------- | -------- |
| Ondarock   | 7 / 10   |
| AllMusic   | [ 7 ]    |

- Il monolocale
- Arrivederci a questa sera si differenzia dalla versione definitiva per il testo, contenente una strofa inedita che verrà successivamente scartata e riscritta. Della canzone è anche reperibile una versione completamente diversa per ritmo e melodia, nonché per il testo, delle strofe; il ritornello, nonché l'atmosfera generale, rispecchiano però lo spirito della versione definitiva.
- Gelosa cara
- Orgoglio e dignità
- Questo amore
- Una giornata uggiosa
- Il paradiso non è qui, che tratta l'argomento dell'emigrazione[8], era stato scritto da Battisti e Mogol per essere interpretato da Bruno Lauzi. Per ragioni mai chiarite Lauzi finì per non interpretare la canzone e Battisti volle inciderla per l'album Una giornata uggiosa. Ciò però non fu possibile per motivi tecnici (l'LP conteneva già 45 minuti di musica, e l'aggiunta di un'altra traccia avrebbe ridotto la qualità dell'incisione). Il testo di questa canzone è tuttora significativo per Mogol, tanto che ha dichiarato di volerlo depositare alla SIAE;[9] l'intenzione di renderne nota al pubblico anche la melodia è invece osteggiata dalla moglie di Lucio Battisti, Grazia Letizia Veronese.[10]

### Copertina e videoclip
La copertina fu realizzata dal fotografo Ilvio Gallo; è costituita da una fotografia in bianco e nero che raffigura una strada bagnata e allagata dalla pioggia, ripresa dall'alto. È visibile un passante che si copre con un ombrello e il muso di un'automobile (un Volkswagen Maggiolino cabriolet color oro). La persona con l'ombrello è l'assistente del fotografo.
(Ilvio Gallo, 2004)

## Tracce
Testi di Mogol, musiche di Lucio Battisti
Lato A
1. Il monolocale – 4:50
2. Arrivederci a questa sera – 4:12
3. Gelosa cara – 3:53
4. Orgoglio e dignità – 4:25
5. Una vita viva – 4:01

Durata totale: 21:21
Lato B
1. Amore mio di provincia[12] – 4:07
2. Questo amore – 4:19
3. Perché non sei una mela – 3:30
4. Una giornata uggiosa – 5:10
5. Con il nastro rosa – 5:29

Durata totale: 22:35

## Brani

### Con il nastro rosa
Di questo brano, con il quale si conclude l’LP, esiste anche una versione con il finale non sfumato, presente solo nella ristampa del 1990  in CD del cofanetto antologico del 1982 L'album di Lucio Battisti.

## Formazione
- Lucio Battisti – voce, chitarra (A1)
- Phil Palmer – chitarra (A1, A5, B4, B5)
- Ray Russell – chitarra (A2, A3, A5, B3, B4)
- Les Hurdle – basso (A1, A4)
- Alan Jones – basso (A2, A5, B1)
- John Giblin – basso (A3, B3)
- Dave Markee – basso (B2, B5)
- Paul Hart – basso (B4)
- Geoff Westley – tastiere, cori (A3)
- Stuart Elliott – batteria (A1, A3-5, B1-5)
- Peter Van Hooke – batteria (A2)
- Frank Ricotti – percussioni (A2, A4, B1, B2, B4)
- Morris Pert – percussioni (B3)
- Martin Drover – tromba (A2, A5, B3)
- Malcom Griffiths – trombone (A2, A5, B3)
- Mel Collins – sax (A2, A5, B3)